# Ciosny (gmina)
Ciosny – dawna gmina wiejska istniejąca w latach 1859–1954 w Łódzkiem. Siedzibą władz gminy były Ciosny.
Gmina powstała w 1867 roku w Królestwie Kongresowym na mocy ukazu carskiego z 16 marca 1859 roku, a po jego podziale na powiaty i gminy z początkiem 1867 roku gmina weszła w skład powiatu brzezińskiego w guberni piotrkowskiej.
W 1919 roku gmina weszła w skład woj. łódzkiego. W 1933 roku rozszerzono uprawnienia samorządowe gminy. Podczas okupacji gmina należała do dystryktu radomskiego (w Generalnym Gubernatorstwie). Po zakończeniu II wojny światowej utworzona została Gminna Rada Narodowa w Ciosnach a w 1950 roku funkcję wykonawczą Zarządu Gminnego przejęło Prezydium Gminnej Rady Narodowej.
Według stanu z dnia 1 lipca 1952 roku gmina składała się z 14 gromad: Albertów, Bronisławów, Buków, Ciosny, Eminów, Janków, Lipianki, Łaznówek, Łomiany, Maksymilianów, Niewiadów, Wilkucice, Wykno i Zaosie. Jednostka została zniesiona 29 września 1954 roku wraz z reformą wprowadzającą gromady w miejsce gmin. Z obszaru gminy utworzono Gromadzkie Rady Narodowe. Po reaktywowaniu gmin z dniem 1 stycznia 1973 roku gminy nie przywrócono, a jej dawny obszar wszedł głównie w skład gmin Ujazd i Rokiciny.